# Secrétariat d’État chargé de l'enseignement préscolaire et des actions sociales de l'éducation
 (février 2025).
Motif : Un fois retiré les sources primaires (legifrance) et les sources qui ne sont pas sur le sujet, où sont les sources secondaires de qualité démontrant une notoriété encyclopédique ?
- Archive Wikiwix
- Bing
- Cairn
- DuckDuckGo
- E. Universalis
- Gallica
- Google
- G. Books
- G. News
- G. Scholar
- Persée
- Qwant
- (zh) Baidu
- (ru) Yandex
- (wd) trouver des œuvres sur Wikidata

| 1. | Préciser le motif de la pose du bandeau. | Précisez le motif de la pose du bandeau en utilisant la syntaxe suivante : {{admissibilité à vérifier\|date=mars 2025\|motif=remplacez ce texte par le motif}} |
| 2. | Informer les utilisateurs concernés.     | Pensez à avertir le créateur de l'article, par exemple, en insérant le code ci-dessous sur sa page de discussion : {{subst:avertissement admissibilité à vérifier\|Secrétariat d’État chargé de l'enseignement préscolaire et des actions sociales de l'éducation}} |

 (février 2025).
 (février 2025).
La mise en forme du texte ne suit pas les recommandations de Wikipédia : il faut le « wikifier ».
Les points d'amélioration suivants sont les cas les plus fréquents :
- Les titres sont pré-formatés par le logiciel. Ils ne sont ni en capitales, ni en gras.
- Le texte ne doit pas être écrit en capitales (les noms de famille non plus), ni en gras, ni en italique, ni en « petit »…
- Le gras n'est utilisé que pour surligner le titre de l'article dans l'introduction, une seule fois.
- L'italique est rarement utilisé : mots en langue étrangère, titres d'œuvres, noms de bateaux, etc.
- Les citations ne sont pas en italique mais en corps de texte normal. Elles sont entourées par des guillemets français : « et ».
- Les listes à puces sont à éviter, des paragraphes rédigés étant largement préférés. Les tableaux sont à réserver à la présentation de données structurées (résultats, etc.).
- Les appels de note de bas de page (petits chiffres en exposant, introduits par l'outil «  Source ») sont à placer entre la fin de phrase et le point final[comme ça].
- Les liens internes (vers d'autres articles de Wikipédia) sont à choisir avec parcimonie. Créez des liens vers des articles approfondissant le sujet. Les termes génériques sans rapport avec le sujet sont à éviter, ainsi que les répétitions de liens vers un même terme.
- Les liens externes sont à placer uniquement dans une section « Liens externes », à la fin de l'article. Ces liens sont à choisir avec parcimonie suivant les règles définies. Si un lien sert de source à l'article, son insertion dans le texte est à faire par les notes de bas de page.
- La présentation des références doit suivre les conventions bibliographiques. Il est recommandé d'utiliser les modèles {{Ouvrage}}, {{Chapitre}}, {{Article}}, {{Lien web}} et/ou {{Bibliographie}}. Le mode d'édition visuel peut mettre en forme automatiquement les références.
- Insérer une infobox (cadre d'informations à droite) n'est pas obligatoire pour parachever la mise en page.

Pour une aide détaillée, merci de consulter Aide:Wikification.
Si vous pensez que ces points ont été résolus, vous pouvez retirer ce bandeau et améliorer la mise en forme d'un autre article.
Le secrétariat d’État chargé de l'enseignement préscolaire et des actions sociales de l'éducation est un poste gouvernemental français existant du 12 avril 1973 au 27 février 1974, puis du 8 juin 1974 au 12 janvier 1976.
Il est placé auprès du ministre de l’Éducation nationale.
Les décrets d'attributions mentionnent que Suzanne Ploux a pour domaines de spécialisation l’enseignement préscolaire, l’adaptation et l’éducation spécialisées ainsi que l’action sociale en faveur des personnels relevant de l’éducation nationale, tandis qu'Annie Lesur intervient sur les questions relatives à l’enseignement préscolaire et aux actions sociales de l’éducation.
A l'occasion de la nomination d'Annie Lesur, Guy Herzlich, revient dans Le Monde sur les raisons de la création de ce nouveau poste gouvernemental : "Dans son discours de Provins, avant les élections législatives de 1973, M. Messmer avait promis que tous les enfants de deux à six ans pourraient être accueillis à l'école maternelle en 1978 : la création d'un secrétariat d'État était la suite logique de ce " programme "."
De 1970 à 1980, le nombre moyen d'élèves par classe d'école maternelle est passé de 40 à 30, tandis que les effectifs des écoles maternelles publiques ont pratiquement doublé depuis le début de la Cinquième République, passant de 1 100 000 élèves en 1958-1959, à 2 044 000 en 1972-1973.

## Liste des secrétaires d’État
| Secrétaire d'État                      | Parti                          | Intitulé                                                                       | Ministre de tutelle            | Intitulé                          | Gouvernement                   | Début                          | Fin                            |
| Présidence de Georges Pompidou         | Présidence de Georges Pompidou | Présidence de Georges Pompidou                                                 | Présidence de Georges Pompidou | Présidence de Georges Pompidou    | Présidence de Georges Pompidou | Présidence de Georges Pompidou | Présidence de Georges Pompidou |
| -------------------------------------- | ------------------------------ | ------------------------------------------------------------------------------ | ------------------------------ | --------------------------------- | ------------------------------ | ------------------------------ | ------------------------------ |
| Suzanne Ploux                          | UDR                            | Secrétaire d’Etat auprès du ministre de l’éducation nationale                  | Joseph Fontanet                | Ministre de l'Éducation nationale | Messmer 2                      | 12 avril 1973                  | 27 février 1974                |
| Présidence de Valéry Giscard d'Estaing |                                |                                                                                |                                |                                   |                                |                                |                                |
| Annie Lesur                            | Centre démocrate               | Secrétaire d’Etat auprès du ministre de l’éducation (enseignement préscolaire) | René Haby                      | Ministre de l'Éducation nationale | Chirac 1                       | 8 juin 1974                    | 12 janvier 1976                |